# Слово (фильм)
«Слово» (дат. Ordet) — экранизация пьесы Кая Мунка «В начале было Слово», осуществлённая Карлом Теодором Дрейером в 1955 году в той деревне, где жил и проповедовал Мунк.
Картина завоевала «Золотого льва» Венецианского кинофестиваля (1955), три премии «Бодиль» (1955), премию «Золотой глобус» (1956) и другие награды. 

## Сюжет
Престарелый Мортен Борген — глава преуспевающего крестьянского хозяйства в датской глубинке — всю жизнь был озабочен поиском истинной веры. У него три взрослых сына. Старший, атеист Миккел, женат на Ингер, которая ведёт всё хозяйство в доме Боргенов. Средний, Йоханнес, уехал изучать богословие в университет, где потерял рассудок и возомнил себя Христом.
Младший сын, Андерс, мечтает о браке с дочерью местного портного. Однако тот препятствует браку из-за религиозных расхождений с Боргеном. Последний подчёркивает светлую сторону христианства, а портной — неизбежность страшного суда. Пока эти двое проклинают друг друга, у Ингер начинаются родовые схватки. После выкидыша она испускает дух.
Дом Боргенов погружается во мрак. Йоханнес пытается воскресить Ингер, но лишается чувств. Все осуждают его поведение как кощунство, и только маленькая дочь Ингер по-прежнему ожидает от него «обыкновенного чуда». Вдохновлённый её верой, Йоханнес подходит к гробу с телом Ингер и приказывает ей открыть глаза. Что, ко всеобщему изумлению, и происходит.

## Художественные особенности
Сценарий самого театрального из фильмов Дрейера в некоторых аспектах расходится с пьесой Кая Мунка. В «Слове» звучит лишь третья часть диалогов пьесы. Тщательно продумано ритмическое чередование происходящего на экране и «за сценой». Всё действие организовано таким образом, чтобы подготавливать зрителя к финальной сцене воскрешения, которая признана одной из самых эффектных в мировом кинематографе. 
«Каждый кадр «Слова» отличает формальная безупречность, достигающая высшего совершенства. Но мы знаем, что Дрейер не просто «живописец». Картина снята в очень медленном ритме, игра актёров величественна и строга, но и ритм, и игра полностью контролируются режиссёром. Ни один квадратный сантиметр плёнки не ускользнул от бдительного его ока».
Реалистичная картина сельской жизни 1920-х годов, нарисованная Дрейером в первой части фильма, никак не подготавливает зрителя к сверхъестественной развязке. Все деревенские интерьеры тонко стилизованы. Дрейер настаивал на лаконичности художественного решения, оставляя в кадре только существенные предметы. Контрастное освещение лишний раз подчёркивает контраст организованной религии и глубокой личной веры, который положен в основу всего фильма.

## Успех
Премьера фильма состоялась в копенгагенском театре Дагмары 10 января 1955 года. Это единственный фильм Дрейера, который был с восторгом принят как профессиональными кинокритиками, так и широкой публикой. Он был удостоен главного приза Венецианского фестиваля и ряда других премий, включая «Золотой глобус» за лучший фильм на иностранном языке. По сей день «Слово» регулярно фигурирует в списках величайших фильмов всех времён и народов.